# Frida Fahrman
Frida Marianne Fahrman, född 28 mars 1981 i Stockholm, är en svensk moderedaktör på Aftonbladet och Kanal 5.
Frida Fahrman är yngre syster till Sofi Fahrman, redaktör på tidningen Sofis mode. De gjorde 2011 ett TV-program på Kanal 5 tillsammans, Stylisterna.